# Elegy oder die Kunst zu lieben
Elegy oder Die Kunst zu lieben (Originaltitel: Elegy) ist ein US-amerikanisches Filmdrama aus dem Jahr 2008. Regie führte Isabel Coixet, das Drehbuch schrieb Nicholas Meyer anhand des Romans Das sterbende Tier von Philip Roth aus dem Jahr 2001. Elegy ist das englische Wort für Elegie (= Klagelied). Der Film feierte am 10. Februar 2008 in Berlin seine Weltpremiere im Rahmen der Berlinale.

## Handlung
Der 55-jährige Literaturkritiker David Kepesh lebt in New York City, unterrichtet an einer Hochschule und genießt die Verehrung seiner Studentinnen. Er hat eine gescheiterte Ehe und verschiedene oberflächliche Beziehungen hinter sich, lässt aber keine Frau wirklich an sich heran. Das ändert sich, als Consuela Castillo den Hörsaal betritt. Kepesh ist fasziniert von ihrer sinnlichen Schönheit. Das erste Mal in seinem Leben verliebt er sich, und Consuela erwidert seine Gefühle. Für ihn völlig ungewohnt empfindet er Eifersucht, Angst und Unsicherheit.
Sein bester Freund, der Dichter und Pulitzer-Preisträger George O’Hearn, rät ihm, die Beziehung zu beenden. Sie sei sowieso nicht von Dauer und aufgrund des Altersunterschiedes zum Scheitern verurteilt. Kepesh ist dazu jedoch nicht bereit; er liebt Consuela und will sie nicht verlieren, beide achten darauf, dass ihr Verhältnis nicht publik wird. Dieser Zustand dauert schließlich etwa ein Jahr. Als Consuela ihre Abschlussfeier im Rahmen ihrer Familie und ihrer Freunde plant, bittet sie Kepesh zu kommen. Kepesh akzeptiert, macht jedoch einen Rückzieher, weil er Witzeleien und Demütigungen befürchtet. Consuela ruft ihn ein letztes Mal an und sagt ihm unter Tränen, sie habe ihn geliebt.
Kepesh tut sich schwer, das Ende der Beziehung anzunehmen. Kurz darauf stirbt sein Freund O’Hearn. Kepesh schafft es über Jahre hinweg nicht, sich zu fangen, trauert um George und um Consuela. Er sieht kein Ziel mehr im Leben, keinen Sinn. Sein letzter Halt ist seine etwa gleichaltrige Geliebte Carolyn, die ihm aber auch nicht helfen kann, und er kann Kenneth, seinem Sohn, nicht helfen, der seinerseits in Entscheidungsnöten steckt: Dieser ist verheiratet und hat sich in eine andere Frau verliebt. Nach außen lebt Kepesh sein Leben als Literaturkritiker und -wissenschaftler weiter. Er glaubt sich schließlich stabilisiert zu haben, wartet unbewusst aber immer noch auf einen Anruf von Consuela, der nicht kommt.
Nach mehreren Jahren ruft sie plötzlich an. Sie kommt zu ihm in die Wohnung, doch ihr Zustand ist schlecht: Sie hat Brustkrebs und steht vor einer Operation, bei der ihr eine Brust amputiert werden soll. Sie bittet Kepesh, ihren noch unzerstörten Körper zu fotografieren. Von Kenneth, der Onkologe an der Klinik ist, in der Consuela in 14 Tagen operiert werden soll, erfährt Kepesh, dass die Operation schon in zwei Tagen stattfinden muss. Obgleich Consuela Kepesh gebeten hat, sie im Krankenhaus nicht anzurufen, besucht er sie. Die frisch Operierte freut sich, doch sie sagt: „Ich werde dich vermissen.“ Kepesh aber macht ihr deutlich, dass er sie nicht zu verlassen gedenkt. Die Endeinstellung am offenen Meer könnte eine Rückblende sein (denn dort waren beide einmal in der Anfangszeit ihrer Beziehung), sie könnte aber auch die Rückkehr an diesen Ort des Glücks vorwegnehmen.

## Soundtrack
| Nr. | Titel                               | Komponist                                  | Interpret                            |
| --- | ----------------------------------- | ------------------------------------------ | ------------------------------------ |
| 01  | Adagio aus Oboenkonzert d-Moll      | A. Marcello/Bearb. Johann Sebastian Bach   | David Troy Francis                   |
| 02  | Dance Me To The End Of Love         | Leonard Cohen                              | Madeleine Peyroux                    |
| 03  | Early Morning Mood                  | Chet Baker                                 | Chet Baker                           |
| 04  | Diabelli-Variationen Op. 120 Nr. 24 | Ludwig van Beethoven                       | Kirill Bolshakov                     |
| 05  | Diabelli-Variation Op. 120 Nr. 29   | Ludwig van Beethoven                       | Kirill Bolshakov                     |
| 06  | Gnossiennes No. 3                   | Erik Satie                                 | David Troy Francis                   |
| 07  | Gnossiennes No. 4                   | Erik Satie                                 | David Troy Francis                   |
| 08  | Déjame Recordar                     | José Sabre Marroquín, Ricardo López Méndez | Marc Artis Garcia                    |
| 09  | 45,000$ (Guapa Pasea)               | Gecko Turner                               | Gecko Turner                         |
| 10  | Loneliness Ends With Love           | Al Lerner                                  | Al Lerner & Margaret Whiting         |
| 11  | Ay Que Sospecha Tengo               | José Gomez Ayala                           | Rita Montaner & Alvarino y Echegoyen |
| 12  | Les ondes silencieuses              | Colleen                                    | Colleen                              |
| 13  | Distant Rumor                       | Scott Senn                                 | Scott Senn                           |
| 14  | Orgel-Fuge g-Moll, BWV 578          | Johann Sebastian Bach                      | Kirill Bolshakov                     |
| 15  | Spiegel im Spiegel                  | Arvo Pärt                                  | David Troy Francis                   |
| 16  | This Place In Time                  | Colleen                                    | Colleen                              |
| 17  | Horizon Variations                  | Max Richter                                | Benjamin Brown und Steven Stern      |

## Veröffentlichung
Seine Weltpremiere hatte Elegy am 10. Februar 2008 in Berlin, während der Berlinale. Der Kinostart in Spanien folgte am 18. April 2008. Nach einer Vorführung am 29. April 2008 auf dem Tribeca Film Festival wurde der Film am 25. Mai 2008 auf dem Seattle International Film Festival gezeigt. Er kam am 8. August 2008 in die ausgewählten Kinos der USA und Kanadas sowie in die britischen Kinos. Am 14. August 2008 startete er in den Kinos in Deutschland und in Österreich. Der Film spielte bis zum 19. Oktober 2008 in den Kinos der USA ca. 3,5 Millionen US-Dollar ein.

## Kritiken
Leslie Felperin schrieb in der Zeitschrift Variety vom 10. Februar 2008, das „karge Low-Budget-Drama“ übersetze intelligent Roths Gedanken über Begierde und Sterblichkeit ohne „brutal ehrliche“, sexistische Ansichten des Erzählers in der Romanvorlage. Die Dialoge wirkten beinahe wie Musik; die Chemie zwischen Penélope Cruz und Ben Kingsley sei jener zwischen Nicole Kidman und Anthony Hopkins in Der menschliche Makel ähnlich.
Julian Hanich schrieb in der Zeitung Der Tagesspiegel vom 14. August 2008, der Film behandle offen „das Thema des späten Begehrens“ und meditiere „einfühlsam über das Leid, das die Vergänglichkeit des Körpers über menschliche Beziehungen“ bringe. Der Kritiker lobte die „betörende Sinnlichkeit“ der Bilder sowie die „Schönheit und Vitalität“ von Penelope Cruz und Ben Kingsley.
Michael Kohler schrieb in der Frankfurter Rundschau vom 13. August 2008, der Film sei „leider […] genau so geschmäcklerisch, wie es sein deutscher Titelzusatz vermuten“ lasse. Die „dekorative Trauerfeier-Beleuchtung“ sei „noch nicht einmal das Schlimmste“; der Film verheize „eine ganze Garde großartiger Nebendarsteller“. Besonders „unverzeihlich“ sei jedoch, „dass die Leidenschaft reine Behauptung“ bleibe sowie die „prätentiösen Reflexionen der Hauptfigur“, die dem „wehmütig-spöttischen Abgesang auf die männliche Potenz“ „endgültig den Rest“ gebe.
Mark Stöhr spottete in der Zeitung Die Zeit vom 13. August 2008, er wäre gerne während der Filmvorführung blind gewesen. Der Film sei „rührselig und schlecht“; ihm fehle die „obsessive Sprengkraft“ der Romanvorlage. Im Film täte nichts weh, nur dieser selbst.
Der Film erfuhr aber in den USA auch sehr positive Kritiken. Er erschien auf zahlreichen Top-Ten-Listen unter den besten Filmen des Jahres 2008:
- Dritter Platz – Kimberly Jones, The Austin Chronicle
- Vierter Platz – Mike Russell, The Oregonian
- Fünfter Platz – Marjorie Baumgarten, The Austin Chronicle
- Sechster Platz – Andrea Gronvall, Chicago Reader

## Auszeichnungen
Elegy nahm an der Berlinale 2008 teil, wo Isabel Coixet für den Goldenen Bären nominiert wurde; die Auszeichnung ging jedoch an den brasilianischen Film Tropa de Elite.

## Hintergründe
Der Film wurde in New York City und in Vancouver gedreht. Seine Produktionskosten betrugen schätzungsweise 13 Millionen US-Dollar.

## Trivia
- Kepesh vergleicht Consuela mit dem Bild der bekleideten Maja von Goya, das er ihr zeigt. Sie freut sich zwar über das Kompliment und die Anziehung, die sie scheinbar ausstrahlt, erkennt aber den Vergleich nicht vollständig an.
- Das Buch, das Consuela am Strand liest, sind die Selected Essays von John Berger.